# Kodiranje video sadržaja
Kodiranje video sadržaja, sažimanje videa, video kompresija, komprimiranje videa, proces pretvorbe sažimanjem (komprimiranjem, kompresijom) digitalnog videa u format pogodan za prijenos ili pohranu pritom smanjujući broj bitova. Da bi se saželo podatke, potreban je uzajamno dopunjujući par sustava – koder i dekoder, koji se zajedno nazivaju kodek (oduznačnik). Budući da je sažimanje je proces zbijanja podataka u manji broj bitova, osnovno načelo sažimanja je smanjenje zalihosti. Sažimanje može biti bez gubitaka i s gubitcima ("mlitavo"). Zato što mlitavo sažimanje uklanja puno više nepotrebnih podataka, tj. podataka koji nisu nužni za zadovoljavajući prikaz video sadržaja, mlitavo sažimanje je učinkovitije i raširenije u uporabi.
U sažimanju videa softver iskorištava dvije zalihosti podataka: prostornu i vremensku. Prostorna zalihost su elementi uvišestručeni unutar strukture poput piksela u slici koji su blizu jedni drugih. Vremenska zalihost su pikseli na dva susjedna video okvira (kadrova, framea) s istom vrijednošću na istom mjestu.